# 43931 Yoshimi
43931 Yoshimi este un asteroid din centura principală de asteroizi.

## Descriere
43931 Yoshimi este un asteroid din centura principală de asteroizi. A fost descoperit pe 9 august 1996 la Nanyo de Tomimaru Okuni. El prezintă o orbită caracterizată de o semiaxă mare de 3,23 ua, o excentricitate de 0,08 și o înclinație de 21,6° în raport cu ecliptica.